# Odbor za obrambo Državnega zbora Republike Slovenije
Odbor za obrambo je odbor Državnega zbora Republike Slovenije.

## Delovanje
»Odbor obravnava predloge zakonov, druge akte in problematiko, ki se nanašajo na obrambni sistem, sistem varstva pred naravnimi in drugimi nesrečami, in druga vprašanja, ki jih obravnava za ta področja pristojno ministrstvo.
Odbor obravnava zadeve EU s svojega delovnega področja.«

## Sestava
1. državni zbor Republike Slovenije
- izvoljen: 23. februar 1993
- predsednik: Zmago Jelinčič (do 17. septembra 1993), Jožef Kopše (17. september 1993-21. december 1995), Polonca Dobrajc (od 21. decembra 1995)
- podpredsednik: Alojzij Metelko
- člani: France Bučar, Franc Černelič, Dragan Černetič, Ivo Hvalica, Miran Jerič, Rafael Kužnik, Štefan Matuš, Ivan Oman, Borut Pahor, Vika Potočnik, Janko Predan, Ivan Sisinger, Marjan Stanič, Ivan Verzolak (od 24. novembra 1994)

2. državni zbor Republike Slovenije
- izvoljen: 16. januar 1997
- predsednik: Rudolf Petan
- podpredsednik: Jožef Košir
- člani: Josip Bajc, Andrej Gerenčer, Ivo Hvalica, Janez Janša, Miran Jerič, Jelko Kacin, Franc Kangler, Rafael Kužnik, Borut Pahor, Alojz Peterle, Jože Zagožen, Franc Žnidaršič

3. državni zbor Republike Slovenije
- izvoljen: 21. november 2000
- predsednik: Rudolf Petan (od 11. januarja 2001)
- podpredsednik: Dorijan Maršič
- člani: Jože Avšič, Milan Jerič, Jelko Kacin, Borut Šuklje, Janez Cimperman, Franc Pukšič, Danica Simšič, Ivan Božič, Alojz Peterle, Valentin Pohorec, Zmago Jelinčič, Igor Štemberger

4. državni zbor Republike Slovenije
- izvoljen: ?
- predsednik: Anton Anderlič (od 11. januarja 2001)
- podpredsednik: Ivan Jelen
- člani: Robert Hrovat, Zmago Jelinčič Plemeniti, Aurelio Juri, Drago Koren, Janez Kramberger, Stane Pajk, Matjaž Švagan